# مریمنگار
مریم نگار، روستایی از توابع بخش دینور شهرستان صحنه در استان کرمانشاه ایران است.

## جمعیت
این روستا در دهستان دینور قرار دارد و براساس سرشماری مرکز آمار ایران در سال ۱۳۹۵، جمعیت آن ۷۳ نفر (۲۶خانوار) بوده‌است.در 72 کیلومتری استان کرمانشاه واقع شده .شغل اغلب مردم این روستا کشاورزی ودامداری بوده و کشت مزارع آنان آفتاب گردان و گندم میباشد.این روستا همجوار باروستای کرج واحمدآبادو روستای گردشگری دستجرده میباشد.در سال 1382براثر زلزله تعدادی از خانه های این روستا تخریب شد.این روستا راه ارتباطی بین شهرستان صحنه و سنقر وکلیایی میباشد.دارای جذابه های گردشگری و رودخانه خروشان و دشت سرسبز میباشد.جدیدا توسط اهالی محترم روستا مکانی برای احداث قبرستان اختصاص داده شده.این روستا دارای مدرسه تا مقطع ابتدایی میباشد_اما مقاطع راهنمایی و دبیرستان دانش آموزان باید به روستاهای همجوار بروند که این خود یک مشکل بزرگ برای والدین و دانش آموزان بوده 
ویرایشگر رامین نظری